# Stenotothorax lanei
Stenotothorax lanei är en skalbaggsart som beskrevs av Saylor 1940. Stenotothorax lanei ingår i släktet Stenotothorax och familjen Aphodiidae. Inga underarter finns listade i Catalogue of Life.